# Jailbreak (álbum)
Este artículo trata sobre el álbum, para la modificación del sistema operativo de Apple véase Jailbreak (iOS)
Jailbreak es el sexto álbum de estudio de la banda irlandesa de hard rock Thin Lizzy, publicado el 26 de marzo de 1976. Es el álbum más vendido de la banda en todo el mundo y está considerado como su mejor trabajo. Jailbreak incluye el mayor éxito del grupo, "The Boys Are Back in Town", y el sencillo homónimo, dos de los mayores éxitos en la discografía de la banda. Originalmente, Thin Lizzy quería publicar como primer sencillo "Running Back", mucho más comercial y orientada hacia el pop, lo que da cuenta de la producción más accesible que presenta este disco con respecto a sus anteriores.
En la edición de 1996, las canciones "Angel from the Coast" y "Running Back" aparecen unidas en una sola pista llamada "Angel from the Coast Running Back", saltándose la tercera pista en la lista de canciones del disco.

## Lista de canciones
Todas las canciones escritas por Phil Lynott excepto donde se indique:

### Cara uno
1. "Jailbreak" – 4:01
2. "Angel from the Coast"(Lynott, Brian Robertson) – 3:03
3. "Running Back" – 3:13
4. "Romeo and the Lonely Girl" – 3:55
5. "Warriors" (Lynott, Scott Gorham) – 4:09

### Cara dos
1. "The Boys Are Back in Town" – 4:27
2. "Fight or Fall" – 3:45
3. "Cowboy Song" (Lynott, Brian Downey)– 5:16
4. "Emerald" (Gorham, Downey, Robertson, Lynott) – 4:03